# Framatome GmbH
Die Framatome GmbH (vormals Areva GmbH) ist die deutsche Tochter des französischen Kerntechnikkonzerns Framatome (vormals Areva NP). Framatome bietet Lösungen für die Entwicklung, den Bau und die Instandhaltung von Kernkraftwerken. Das Leistungsspektrum umfasst die Auslegung und Herstellung von Komponenten, die Entwicklung und Fertigung von Kernbrennstoffen und Brennelementen sowie Serviceleistungen für Reaktoren. Die Mutter Framatome beschäftigt rund 14.000 Mitarbeiter (Stand: Ende Dezember 2016) und ist seit 2017 ein Tochterunternehmen der EDF-Gruppe.

## Geschichte
Im Jahr 2000 wurde der Nuklearbereich der Siemens-Tochter Kraftwerk Union (KWU) unter dem Namen Siemens Nuclear Power (SNP) ausgegliedert. 2001 entstand durch den Zusammenschluss von Siemens Nuclear Power und der französischen Firma Framatome das Kerntechnikunternehmen Framatome ANP (Advanced Nuclear Power) mit Sitz in Paris. Siemens war an dem Gemeinschaftsunternehmen mit 34 Prozent beteiligt. Aus den in Deutschland beheimateten Unternehmensteilen der SNP wurde die Framatome ANP GmbH als hundertprozentige Tochtergesellschaft der Framatome ANP, Paris, gebildet. Im selben Jahr wurden die überwiegend im Besitz des französischen Staates befindlichen Gesellschaften Framatome und Cogéma unter dem Firmennamen Areva zusammengeschlossen. Die zum 1. März 2006 erfolgte Umbenennung der Framatome ANP in Areva NP sollte die Eingliederung in den Areva-Konzern verdeutlichen; am 1. April 2006 änderte die Framatome ANP GmbH ihren Firmennamen in Areva NP GmbH. Am 26. Januar 2009 teilte der Vorstand der Siemens AG den beabsichtigten Ausstieg aus dem Joint Venture mit. Dieser Ausstieg erfolgte im März 2011 nach den Nuklearunfällen von Fukushima. Am 18. März 2011 verkaufte Siemens ihren Anteil an Areva NP für 1,62 Milliarden Euro an den Mutterkonzern Areva. Seit dem 4. Februar 2013 firmiert die Areva NP GmbH in Deutschland unter Areva GmbH.
Im Juni 2015 beschloss der französische Staat eine Neuordnung des Nuklearsektors in Frankreich. Dazu gehört unter anderem die Entscheidung, den bisherigen Areva-Konzern in zwei Unternehmen aufzuteilen, vorläufig als „Areva NewCo“ (New Company) und „New NP“ bezeichnet. Areva Newco firmiert seit Januar 2018 unter Orano; Areva NP wurde an EDF verkauft und firmiert seither erneut unter Framatome.
Laut Recherchen des SWR plant die Framatome GmbH "bis zu fünf" Transporte von radioaktivem Material von der Brennelementefabrik in Lingen an das Unternehmen MSZ Machinery in Elektrostal bei Moskau zu liefern. MSZ arbeitet nach SWR-Recherchen direkt für das russische Militär und bereitet dort radioaktives Material wieder auf. In einem Firmenvideo sagt ein leitender Mitarbeiter: "Nach der Aufbereitung erhalten die Kerntechniker Uranoxid […]. Es dient dem Bau von Atombomben und als Brennstoff für Kernkraftwerke." 
Vermutlich produziert das MSZ-Werk auch Brennstäbe für Atom-U-Boote. Bis dato gibt keine EU-Sanktionen gegenüber Russland im Nuklearsektor.

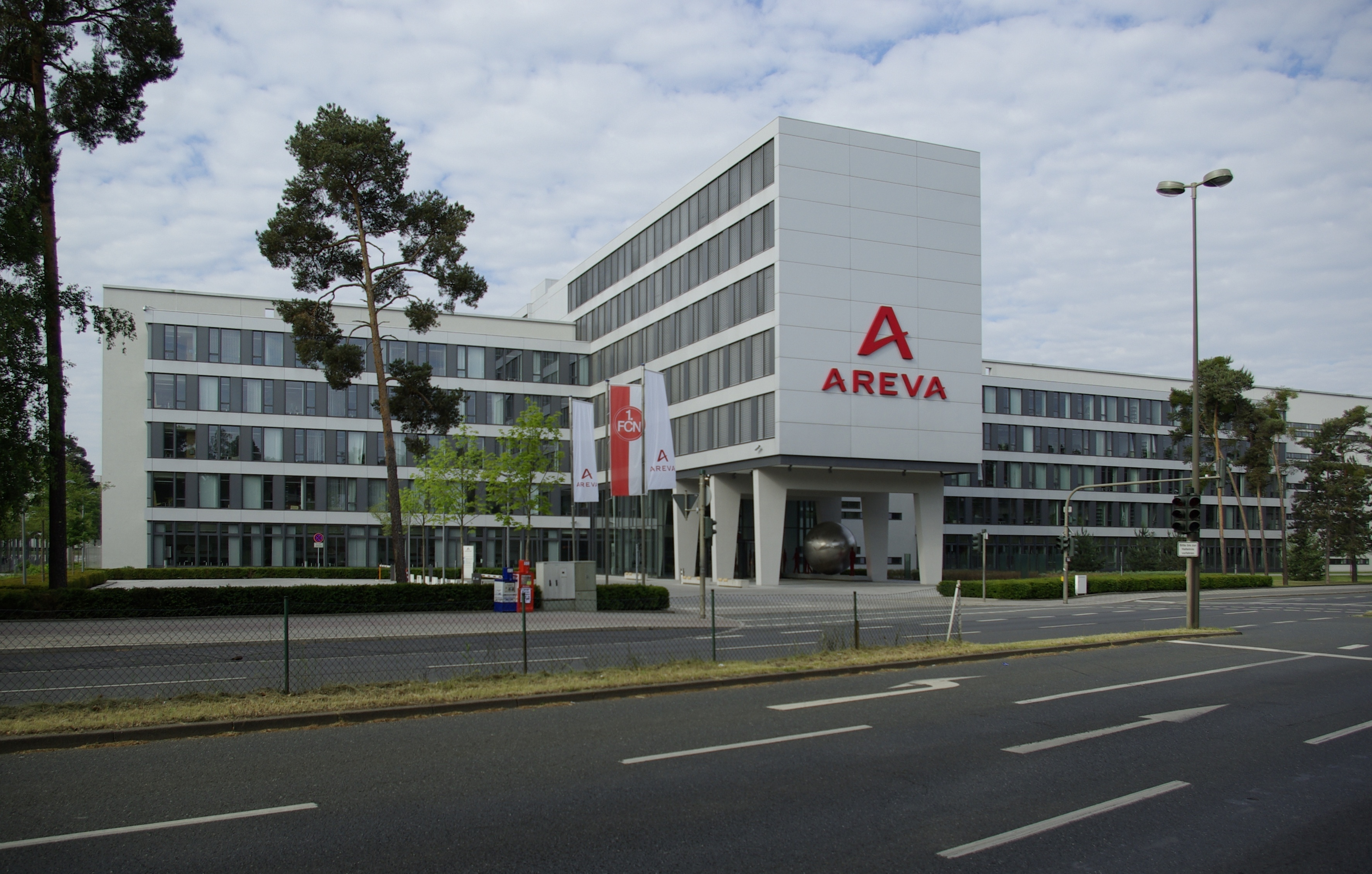
Deutschland-Zentrale der Areva GmbH in der Paul-Gossen-Straße 100 in Erlangen, 2012

## Firmenstandorte
Die Framatome hat ihren Hauptsitz in Paris, Frankreich, die Unternehmenszentrale der Framatome GmbH ist in Erlangen. Ein weiterer Standort befindet sich in Karlstein am Main. Bei der ehemaligen Areva GmbH und in deren Tochterunternehmen in Deutschland – Advanced Nuclear Fuels GmbH (ANF) und DSR Ingenieurgesellschaft mbH – waren Ende Dezember 2016 rund 3.800 Mitarbeiter beschäftigt.
Die ANF fertigt in Lingen (Ems) und Karlstein am Main Brennelemente, Brennelement-Komponenten und Kernbauteile für Kernkraftwerke in Europa sowie für den weltweiten Markt der Framatome. 
Die DSR Ingenieurgesellschaft mbH mit Sitz in Berlin bietet Ingenieur-, Projektmanagement- und Beratungsleistungen für Betrieb und Rückbau kerntechnischer Anlagen.

## Produkte und Dienstleistungen
Auch aus Deutschland heraus bietet die Framatome den Betreibern von Kernkraftwerken in aller Welt ein umfassendes Portfolio an Produkten und Dienstleistungen an. Die Framatome GmbH vereint – nach eigenen Angaben – zahlreiche kerntechnische Schlüsselkompetenzen. Dazu zählen die Elektro- und Sicherheitsleittechnik, die Instandhaltung und Modernisierung von Kernkraftwerken, die Entwicklung und Fertigung von Brennelementen sowie einzigartige Test- und Prüfeinrichtungen für Sicherheitsuntersuchungen, aber auch der Rückbau von Kernkraftwerken.
Neben der Kerntechnik treibt die Framatome GmbH die Entwicklung von Wasserstoff- und Batteriesystemen zum Speichern von Energie voran und bietet Lösungen für nicht-nukleare Branchen in den Bereichen IT-Sicherheit, Werkstofftechnik und -prüfung sowie Überwachung und Diagnose an.